# Honda N-BOX Slash
Honda N-BOX Slash (яп. ホンダ・N-BOX Slash) — автомобиль японской компании Honda. Относится к категории кей-каров.
Выпускается с 22 декабря 2014 года.

## Технические характеристики
Четырёхместный автомобиль Honda N-BOX Slash выпускается в двух кузовах: переднеприводные в кузове DBA-JF1 и полноприводные в кузове DBA-JF2. Тип трансмиссии — бесступенчатая.
Силовая установка — 3-цилиндровый 12-клапанный бензиновый двигатель, объёмом 658 см³. Модель двигателя — S07A. Мощность атмосферного двигателя 58 лошадиных сил, степень сжатия 11,8. Мощность турбированного составляет 64 л.с, степень сжатия 9,2. Расход топлива у автомобиля с передним приводом и атмосферным двигателем составляет  25,8 км/л в цикле JC08.
Масса автомобиля составляет от 920 до 1000 килограмм в зависимости от комплектации.